# Championnat de Saint-Christophe-et-Niévès de football 2014-2015
Navigation
Saison précédente Saison suivante
La saison 2014-2015 du Championnat de Saint-Christophe-et-Niévès de football est la cinquante-deuxième édition de la Premier League, le championnat de première division à Saint-Christophe-et-Niévès. Les dix formations de l'élite sont réunies au sein d'une poule unique où elles s'affrontent trois fois au cours de la saison. À l'issue du championnat, les quatre premiers se qualifient pour la phase finale tandis que les deux derniers sont relégués, le barrage de promotion-relégation étant supprimé. Lors de la phase finale, les quatre clubs qualifiés s'affrontent une fois puis les deux premiers jouent la finale pour le titre, en deux matchs gagnants. 
C'est le club de St. Paul's United FC, tenant du titre, qui remporte à nouveau la compétition cette saison après avoir battu Caribbean Stars Conaree FC lors de la finale nationale. Il s’agit du quatrième titre de champion de Saint-Christophe-et-Niévès de l'histoire du club.

## Les clubs participants
- Village Superstars
- Garden Hotspurs
- Mantab FC
- Caribbean Stars Conaree FC
- St Peter's FC
- Newtown United
- St. Paul's United FC
- Cayon Rockets - Promu de Second Division
- SPD United FC
- Strikers FC

## Compétition
Le barème de points servant à établir le classement se décompose ainsi :
- Victoire : 3 points
- Match nul : 1 point
- Défaite : 0 point

### Phase régulière
| Rang | Équipe                      | Pts | J  | G  | N | P  | Bp | Bc  | Diff |
| ---- | --------------------------- | --- | -- | -- | - | -- | -- | --- | ---- |
| 1    | St. Paul's United FCT       | 51  | 27 | 15 | 6 | 6  | 62 | 22  | +40  |
| 2    | Caribbean Stars Conaree FCC | 49  | 27 | 14 | 7 | 6  | 59 | 33  | +26  |
| 3    | St Peter's FC               | 45  | 27 | 12 | 9 | 6  | 59 | 27  | +32  |
| 4    | Village Superstars          | 45  | 27 | 12 | 9 | 6  | 44 | 31  | +13  |
| 5    | Newtown United              | 44  | 27 | 12 | 8 | 7  | 55 | 33  | +22  |
| 6    | Garden Hotspurs FC          | 42  | 27 | 12 | 6 | 9  | 36 | 37  | -1   |
| 7    | Cayon RocketsP              | 40  | 27 | 11 | 7 | 9  | 61 | 33  | +28  |
| 8    | SPD United                  | 32  | 27 | 9  | 5 | 13 | 40 | 55  | -15  |
| 9    | Mantab FC                   | 17  | 27 | 5  | 2 | 20 | 28 | 77  | -49  |
| 10   | Strikers FC                 | 10  | 27 | 3  | 1 | 23 | 14 | 110 | -96  |

|  | Qualification pour la phase finale                                                   |
|  | Relégation directe en Second Division                                                |
|  | T : Tenant du titre C : Vainqueur de la Coupe nationale P : Promu de Second Division |

### Phase finale
| Rang | Équipe                      | Pts | J | G | N | P | Bp | Bc | Diff |  | Résultats (▼ dom., ► ext.)  | SPa | CSC | Vil | SPe |
| ---- | --------------------------- | --- | - | - | - | - | -- | -- | ---- |  | --------------------------- | --- | --- | --- | --- |
| 1    | St. Paul's United FCT       | 7   | 3 | 2 | 1 | 0 | 5  | 3  | +2   |  | St. Paul's United FCT       |     | 2-1 | 1-1 | 2-1 |
| 2    | Caribbean Stars Conaree FCC | 6   | 3 | 2 | 0 | 1 | 5  | 4  | +1   |  | Caribbean Stars Conaree FCC |     |     | 3-2 | 1-0 |
| 3    | Village Superstars          | 4   | 3 | 1 | 1 | 1 | 5  | 4  | +1   |  | Village Superstars          |     |     |     | 2-0 |
| 4    | St Peter's FC               | 0   | 3 | 0 | 0 | 3 | 1  | 5  | -4   |  | St Peter's FC               |     |     |     |     |

|  | Qualification pour la finale                            |
|  | T : Tenant du titre C : Vainqueur de la Coupe nationale |

### Finale nationale
La finale se joue en deux rencontres gagnantes. Les rencontres se disputent au Warner Park de Basseterre.
| Équipe 1                   | Résultat | Équipe 2                   |
| -------------------------- | -------- | -------------------------- |
| Caribbean Stars Conaree FC | 1 - 3    | St. Paul's United FC       |
| St. Paul's United FC       | 1 - 0    | Caribbean Stars Conaree FC |

- St. Paul's United FC remporte la série deux victoires à zéro et est sacré champion.

## Bilan de la saison
| Championnat de Saint-Christophe-et-Niévès de football 2014-2015 |                                 |
| Champion                                                        | St. Paul's United FC (4e titre) |
| Coupes et trophées                                              |                                 |
| Vainqueur de la Coupe de Saint-Christophe-et-Niévès 2014-2015   | Caribbean Stars Conaree FC      |
| Qualifications continentales                                    |                                 |
| CFU Club Championship 2016                                      | Aucun                           |
| Promotions et relégations                                       |                                 |
| Promus en Premier League                                        | CCC Bath United                 |
| Promus en Premier League                                        | Rivers of Living Water FC       |
| Relégués en Second Division                                     | Mantab FC                       |
| Relégués en Second Division                                     | Strikers FC                     |